# ایستگاه کنتون جنوبی
ایستگاه کنتون جنوبی یک ایستگاه از خط بیکرلو و از خطوط متروی لندن است.که در منطقه کنتون قرار دارد و در ۳ ژوئیه ۱۹۳۳ افتتاح شده‌است.

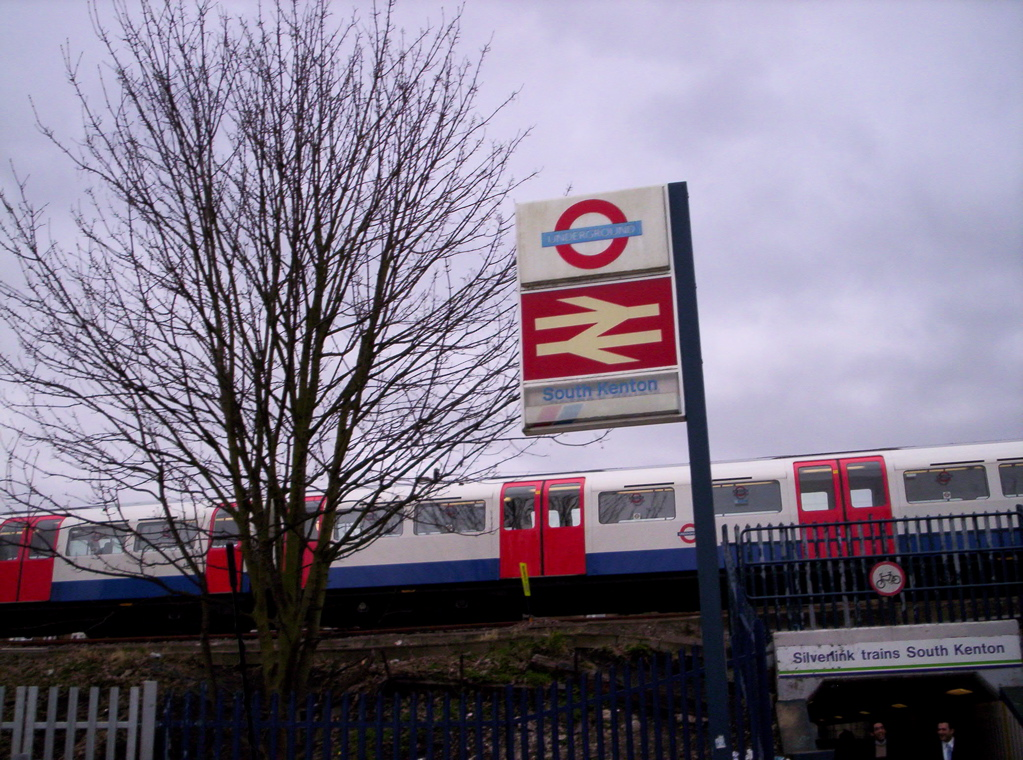
ایستگاه کنتون جنوبی